# Барко Варгас, Вирхилио
Вирхилио Барко Варгас (исп. Virgilio Barco Vargas; 17 сентября 1921, Кукута, департамент Норте-де-Сантандер, Колумбия — 20 мая 1997, Богота, Колумбия) — президент Колумбии с 7 августа 1986 по 7 августа 1990. Член Колумбийской либеральной партии.

## Биография
Родился в семье крупного землевладельца, внук генерала, разрабатывавшего одну из крупнейших в стране нефтяных концессий. 
Изучал строительство в Национальном университете Колумбии, в 1943 году был избран в городской совет Дурании (англ.) (департамент Северный Сантандер). Во время Ла Виоленсии эмигрировал в США, где окончил Бостонский университет по специальности «экономика» и Массачусетский технологический институт. Бакалавр технических наук, по профессии — инженер.
В 1954 году вернулся в Колумбию, вступил в Либеральную партию, в 1958 году был избран в Сенат и занял пост министра общественных работ. В 1961 году был назначен послом в Великобритании, в 1962 году вновь был избран сенатором. Некоторое время был министром финансов и сельского хозяйства (1963—1969) при президенте Гильермо Леоне Валенсии. В 1966—69 годах был мэром Боготы.
В 1969—1974 годах был одним из директоров Всемирного банка. В 1977—1980 годах посол в США и на Багамских островах по совместительству. В 1980 году подал в отставку в связи с решением выдвинуться на пост президента на выборах 1982 года, однако снял свою кандидатуру в пользу бывшего президента А. Лопеса Микельсена, который позже потерпел поражение.
10 августа 1985 года стал председателем Либеральной партии. Выставил свою кандидатуру на президентских выборах 1986 года, получил 4 214 510 (58,29 %) голосов против 2 588 050 (35,79 %) голосов у кандидата от консерваторов Альваро Гомеса Уртадо.
Считался центристом в партии, занимал умеренно-реформистскую позицию. Во время президентства проводил программы по борьбе с бедностью, вёл непоследовательную экономическую политику, начал мирные переговоры с леворадикальными повстанцами и пытался остановить рост наркобизнеса. В 1990—92 годах повторно был послом в Великобритании.
Автор книг «Борьба партий и международная политика», «Борьба с бедностью», «На пути к новой Колумбии: либерализм, социальная демократия и перемены» и других работ о политическом и экономическом положении страны.
Имел четверых детей. Его дочь, Каролина Барко Исаксон, была министром иностранных дел Колумбии в 2002—2006 годах и послом в США в 2006—2010 годах.
Похоронен на Центральном кладбище Боготы.